# 迪臣發展國際
迪臣發展國際集團有限公司，簡稱迪臣發展國際集團、迪臣發展國際，以及迪臣發展（英語：DESON DEVELOPMENT INTERNATIONAL HOLDINGS LIMITED，港交所：0262），在1988年由謝文盛先生，以及王克端先生，於香港（總部）創立一家建築及房地產公司。
主要業務在中國經營建築業務包括屋宇建造、機電安裝及室內裝修等工程，該股份自1997年6月10日在香港交易所主板上市。現時董事會主席為盧全章。總部位於香港觀塘鴻圖道57號南洋廣場11樓。
2014年8月初，迪臣發展國際計劃分拆迪臣建設，該公司業務於香港和中國內地經營建築及工程承包行業，並會作出安排。

## 連結
- Deson.com （页面存档备份，存于）